# Odontopodisma acuminata
Odontopodisma acuminata is een rechtvleugelig insect uit de familie veldsprinkhanen (Acrididae). De wetenschappelijke naam van deze soort is voor het eerst geldig gepubliceerd in 1962 door Kis.